# Methylomonas methanica
Methylomonas methanica ist ein Bakterium. Diese Art kann Kohlenstoff-Verbindungen, die nur ein einziges Kohlenstoffatom enthalten (C1-Verbindungen), für das Wachstum nutzen. Hierzu zählt z. B. das Treibhausgas Methan. Solche Bakterien werden als methylotrophe Bakterien bezeichnet. Diese Bakterien spielen eine wichtige Rolle im Methanhaushalt der Erde. Methylomonas methanica zählt mit Methylosinus trichosporium und Methylococcus capsulatus zu den am besten untersuchten methylotrophen Arten.

## Merkmale
Die Zelllänge liegt zwischen 0,5 und 3,0 Mikrometern und die Breite zwischen 0,5 und 1,0 Mikrometern.
Methylomonas methanica kann Cysten zur Überdauerung bilden.

## Stoffwechsel und Wachstum
Methylomonas methanica ist aerob, d. h. es benötigt Sauerstoff für das Wachstum. Es zählt zu den methanotrophen Bakterien und nutzt als Kohlenstoffquelle Methan und Methanol. 

Der Ribulosemonophosphatweg (RuMP-Weg) zur Assimilation von Formaldehyd in Typ-I-Methanotrophen.

Die Fixierung von Methan erfolgt bei M. methanica über den Ribulosemonophosphatweg. Methylomonas enthält innere Membranen, die wie Stapel angeordnet sind. Methylomonas methanica zählt somit zum Typ I der Methanotrophen.
Nitrat, Ammoniumchlorid, L-Glutamat und Casaminosäuren sowie eine Reihe anderer Aminosäuren und Amine können als Stickstoffquelle dienen. Der Gram-Test verläuft negativ. Methylomonas methanica ist außerdem dazu in der Lage, atomaren Stickstoff (N2) zu fixieren (Stickstofffixierung).
Das Genom vom Stamm Methylomonas methanica MC09 wurde 2012 vollständig sequenziert.

## Systematik
Die Art Methylomonas methanica wird zu der Familie Methylococcaceae gestellt, sie zählt zu der Ordnung Methylococcales der Gammaproteobacteria. Die Art wurde 1906 von Söhngen unter dem Namen Bacillus methanicus erstbeschrieben und 1984 von Whittenbury und Krieg in die jetzt gültige Systematik gestellt.
Bis November 2023 wurden ca. 20 Arten beschrieben.

## Ökologie
Arten von Methylomonas kommen in erster Linie in Ökosystemen vor, in denen Methan und Sauerstoff reichlich vorhanden sind. Typischerweise sind sie hier im Übergang von oxischen und anoxischen Zonen von Seen und Teichen, in feuchten Böden (z. B. von Feuchtgebieten, Torfmooren und Reisfeldern), Klärschlamm, Grubenwasser und Grundwasser zu finden.
Wahrscheinlich können Methylomonas-Arten einen großen Teil der mikrobiellen Fauna ausmachen, wenn der Methanfluss relativ hoch und konstant ist. Im Boden von z. B. Mooren oder im Grund von Gewässern schließt an den oxischen, Sauerstoff enthaltenden Bereich ein anoxischer Bereich an. Hier befinden sich methanogene Bakterien, die durch Stoffwechsel Methan bilden. Methylomonas-Arten nehmen dieses auf und nutzen es für den Stoffwechsel und Zellsubstanzbildung. Methan ist ein stark wirkendes Treibhausgas und trägt nach CO2 am meisten zum Treibhauseffekt bei. Durch die Fixierung von Methan spielen methanotrophe Bakterien eine wichtige Rolle bei der Abschwächung der globalen Erwärmung, sie stellen die einzige biologische Senke für atmosphärisches Methan dar. Sie spielen eine Schlüsselrolle bei der Reduzierung der Methanbelastung, schätzungsweise handelt es sich um bis zu 15 % der gesamten globalen Methanzersetzung, die auf diese Bakterien zurückgeht.
M. methanica zeigt eine Resistenz gegen Cadmium. Andere, nah verwandte Arten mit dieser Eigenschaft sind Methylococcus whittenhury und Methylosinus trichosporium.

## Mögliche Nutzung
Durch Kohleabbau werden erhebliche Mengen von Methan freigesetzt. Einer Schätzung von 2001 zufolge handelt es sich jährlich um zwischen 5 und 30 Teragramm Methan. Die Methanfreisetzung ist vor allem auf die Zerkleinerung und die ineffiziente Verbrennung zurückzuführen. In einer Laborsimulation wurde die Eignung von Methylomonas methanica zur Entfernung von Methan aus Kohlebergwerken untersucht. Hierbei wurden 90,4 % des Methans in einem 35 %igen Methan-Luft-Gemisch in einer Zeitspanne von 24 Stunden entfernt.
Methylomonas methanica wurde auch bezüglich des Abbaus von Trichlorethan untersucht.
Des Weiteren wurde es in Bezug auf Herstellung von Dieselkraftstoffen mit sehr niedrigem Schwefelgehalt untersucht, was gute Ergebnisse brachte.
Methylococcus capsulatus und Methylomonas methanica wurden auch als mögliche Biomarker für die Erforschung des Methankohlenstoffkreislaufs in historischen Ökosystemen untersucht. Die von diesen Bakterien gebildeten Lipide sind im Vergleich der  Umgebung erheblich an 13C verarmt. Aus der Menge der Biomarker in den Proben können Rückschlüsse auf den Methangehalt in der Vergangenheit gezogen werden.